# Susan Butt
Pour les articles homonymes, voir Butt.
Susan Butt (née le 19 mars 1938) est une joueuse  de tennis canadienne des années 1950 et 1960.

## Palmarès (partiel)

### Finale en simple dames
| No | Date | Nom et lieu du tournoi        | Catégorie | Surface      | Vainqueure   | Score    |  |
| -- | ---- | ----------------------------- | --------- | ------------ | ------------ | -------- |  |
| 1  | 1966 | Canadian Nationals, Vancouver |           | Gazon (ext.) | Rita Bentley | 6-3, 6-3 |  |

### Titre en double dames
| No | Date | Nom et lieu du tournoi       | Catégorie | Surface | Partenaire   | Finalistes               | Score    |  |
| -- | ---- | ---------------------------- | --------- | ------- | ------------ | ------------------------ | -------- |  |
| 1  | 1963 | Canadian Nationals Vancouver |           | NC      | Vicky Berner | Ann Barclay Louise Brown | 6-3, 7-5 |  |

### Finales en double dames
| No | Date | Nom et lieu du tournoi           | Catégorie | Surface    | Vainqueures                     | Partenaire        | Score         |  |
| -- | ---- | -------------------------------- | --------- | ---------- | ------------------------------- | ----------------- | ------------- |  |
| 1  | 1957 | Canadian Championships Montréal  |           | NC         | Louise Brown Hilde Doleschell   | Anna Bagge Vierra | 3-6, 6-1, 9-7 |  |
| 2  | 1959 | Cincinnati tournament Cincinnati |           | Dur (ext.) | Marie Martin Marilyn Montgomery | Carole Loop       | 6-4, 6-1      |  |

## Parcours en Grand Chelem (partiel)

### En simple dames
| Année | Championnat d'Australie | Championnat d'Australie | Internationaux de France | Internationaux de France | Wimbledon      | Wimbledon       | US National     | US National      |
| ----- | ----------------------- | ----------------------- | ------------------------ | ------------------------ | -------------- | --------------- | --------------- | ---------------- |
| 1957  | -                       | -                       | -                        | -                        | -              | -               | 1er tour (1/32) | Margaret Varner  |
| 1958  | -                       | -                       | -                        | -                        | -              | -               | 1er tour (1/32) | Belmar Gunderson |
| 1959  | -                       | -                       | -                        | -                        | -              | -               | 1er tour (1/32) | Baba Lewis       |
| 1960  | -                       | -                       | -                        | -                        | -              | -               | 1er tour (1/32) | Christine Truman |
| 1961  | -                       | -                       | 3e tour (1/16)           | Sandra Reynolds          | 3e tour (1/16) | Sandra Reynolds | 1er tour (1/32) | Cathy Lee Crosby |
| 1966  | -                       | -                       | -                        | -                        | -              | -               | 1er tour (1/32) | Vicky Berner     |
| 1967  | -                       | -                       | -                        | -                        | 2e tour (1/32) | Greta Delport   | -               | -                |

À droite du résultat, l’ultime adversaire.

### En double dames
| Année | Championnat d'Australie | Championnat d'Australie | Internationaux de France      | Internationaux de France | Wimbledon | Wimbledon | US National | US National |
| 1961  | -                       | -                       | 1er tour (1/32) Eleanor Dodge | S. Galtier Danièle Wild  | -         | -         | -           | -           |

Sous le résultat, la partenaire ; à droite, l’ultime équipe adverse.

### En double mixte
| Année | Championnat d'Australie | Championnat d'Australie | Internationaux de France | Internationaux de France | Wimbledon               | Wimbledon                 | US National | US National |
| 1961  | -                       | -                       | -                        | -                        | 2e tour (1/32) G. Pares | R. Blakelock Roger Taylor | -           | -           |

Sous le résultat, le partenaire ; à droite, l’ultime équipe adverse.

## Parcours en Coupe de la Fédération
| #                                                                             | Date       | Lieu   | Surface      | Gagnante(s)                | Perdante(s)              | Score    |          |
|                                                                               |            |        |              |                            |                          |          |          |
| 1967 - 2e tour (groupe mondial) - Suisse - Canada - 1 : 2                     |            |        |              |                            |                          |          |          |
| 1                                                                             | 08/06/1967 | Berlin | Terre (ext.) | Susan Butt                 | Anne-Marie Studer        | 6-4, 6-1 | Parcours |
|                                                                               |            |        |              |                            |                          |          |          |
| 1967 - 1/4 de finale (groupe mondial) - Allemagne de l'Ouest - Canada - 3 : 0 |            |        |              |                            |                          |          |          |
| 2                                                                             | 09/06/1967 | Berlin | Terre (ext.) | Helga Masthoff             | Susan Butt               | 6-1, 6-1 | Parcours |
|                                                                               |            |        |              |                            |                          |          |          |
| 1971 - 1er tour (groupe mondial) - Canada - Pays-Bas - 0 : 3                  |            |        |              |                            |                          |          |          |
| 3                                                                             | 26/12/1970 | Perth  | Herbe (ext.) | Betty Stöve Trudy Groenman | Susan Butt Andrée Martin | 6-2, 6-2 | Parcours |